# B. Freystadt & Co.
B. Freystadt & Co. war ein deutsches Pelzhersteller- und -handelsunternehmen in Berlin. Die Firma wurde 1842 als J. Freystadt gegründet. Der spätere Inhaber Bernhardt Freystadt und sein Branchenkollege Wilhelm Reineke waren die „Pioniere der Berliner Pelzkonfektion“, das Unternehmen war um 1940 das in Deutschland älteste seiner Branche. Neben der vor allem in Berlin aufblühenden Textilkonfektion und einer sich überaus schnell entwickelnden, weltweiten Pelzmode, bei der als Novum das Fell mit dem Haar nach außen getragen wurde, hatten die wechselnden Inhaber über Jahrzehnte ideale Geschäftsbedingungen, nur erschwert von äußeren Ereignissen wie dem Ersten Weltkrieg mit der Inflationszeit (1914–1923).

## Firmengeschichte

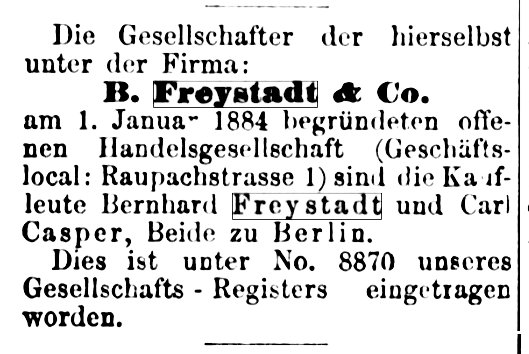
B. Freystadt & Co., Handelsregistereintrag vom 4. Januar 1884

Freystadt & Sohn machte als erstes deutsches Unternehmen den Versuch, seinen Einzelhandelskunden auch Pelzkleidung zu liefern. Bis zu dieser Zeit gab es in Deutschland keine fabrikmäßige Herstellung von Pelzprodukten.
Im Jahr 1842 hatte der Berliner Rauchwarenhändler Michael Brass, Vater von Emil Brass, im Pelzhandelszentrum Leipziger Brühl das Grundstück Brühl 19 erworben, da es jüdischen Händlern um diese Zeit in Leipzig noch nicht gestattet war, Grund und Boden zu besitzen. Als Inhaber und Firmennamen ließ er J. Freystadt eintragen. Durch den Leipziger Firmensitz gewann auch Brass’ Pelzgroßhandel auf der Berliner Königstraße an Bedeutung.
Im Jahr 1878 wurde Eduard Freystadt neuer Inhaber, nachdem der Teilhaber Aron Freystadt verstorben war. In den 1870er Jahren übernahm Bernhardt Freystadt die in Leipzig gegründete, von seinem Onkel geführte Firma. 1884 war, neben Bernhard Freystadt, Carl Casper Gesellschafter der am 1. Januar 1884 gegründeten Offenen Handelsgesellschaft B. Freystadt & Co. 1889 wird die Gesellschaft aufgelöst und Bernhard Freystadt setzt das Geschäft fort. Im Jahr 1887 ist Freystadt in Leipzig mit der Adresse Brühl 44 verzeichnet. Im Katalog zur Berliner Gewerbe-Ausstellung im Jahr 1879 ist „J. Freystadt, Kürschner-Waaren, Inh. E. Freystadt“ mit der Berliner Adresse Raupachstraße 1 eingetragen. 1900 und noch in den 1930er Jahren war die Geschäftsadresse der Pelz-, Hut- und Mützenfabrik: Berlin C2 (Berlin-Mitte), Oranienburger Straße 2.
Philipp Manes, Rauchwarenkommissionär und Chronist der Pelzbranche, beschrieb Bernhardt Freystadt als „Mann vom alten Schlage, kaufmännisch tüchtig, ein erster Fachmann – einfach in seinen Ansprüchen ans Leben – er kannte nur die Arbeit im Geschäft, dabei saugrob, wenn ihm etwas in die Quere kam, und das geschah recht oft“. Entsprechend nicht leicht, urteilte Manes, hatte es Otto Irrgang, der am 1. April 1877 bei Freystadt seine Lehre antrat.
Irrgang wurde Buchhalter und Korrespondent, „einen tüchtigeren und arbeitsgewohnteren hat es nie gegeben, und blieb bei seiner Firma ein Leben lang. Er hat Generationen kommen und gehen sehen – er arbeitete an seinen Büchern, die wie gedruckt aussahen.“
Bernhardt Freystadt wurde 74 Jahre alt. Zusammen mit Otto Irrgang übernahm Karl Höhle, ebenfalls ein langjähriger Mitarbeiter, seit 1907 im Unternehmen, die Firma, die sie in kleinerem Umfang weiterführten. Nach 65 Jahren Betriebszugehörigkeit ging Irrgang wegen einer erheblichen Sehschwäche in den Ruhestand, nahm aber um 1941 im Alter von 79 Jahren noch „regsten Anteil an den Ergehen seiner Firma“. Im Nachkriegs-Adressverzeichnis der Berliner Pelzbranche von 1950, Ost- und Westberlin, ist kein Unternehmen unter den Namen Freystadt, Irrgang oder Höhle mehr aufgeführt.

### Marginalien
- Im Juni 1902 wurde für B. Freystadt & Co. ein Patent eingetragen, für „Aus dem Fell sibirischer und anderer Hunde hergestellte Schweife“.[13]

## Raab & Freystadt, Freystadt & Westmann, Hans Freystadt, J. Freystadt Sons
- Das Berliner Adressbuch von 1905 verzeichnete die am 2. Januar 1896 gegründete Firma Raab & Freystadt als Pelzfärberei und Besatzfabrik, in der 4. Etage des Andreashof auf der Andreasstraße 32. Firmengründer waren der Färber Richard Christlieb Heinrich Raab und der Kaufmann Eduard Freystadt.[14][15]

- Hans Freystadt,[16] der vor dem Zweiten Weltkrieg ebenfalls in Berlin Pelzkonfektion produzierte, hatte wohl keine erkennbare Geschäftsverbindung zu B. Freystadt & Co. Zusammen mit Westmann, seinem Partner im Büro, war der Konfektionär dreißig Jahre in der Firma Freystadt & Westmann tätig (Hausvogteiplatz 3). Nach einer Zahlungseinstellung eines großen Gläubigers mussten sie das Unternehmen aufgeben. Sie trennten sich und gründeten neu die Firmen Westmann & Co. sowie Hans Freystadt. Beide arbeiteten zusammen mit ihren Söhnen, Eduard Freystadt starb 1936, Westmann wanderte 1938 nach England aus.[17]

- Für New York wurde J. Freystadt Sons, Inc. von der New York Times 1936 als eines der ältesten Pelz-Einzelhandelsgeschäfte der Stadt genannt. Anlass war die Anmietung von Keller, Zwischengeschoss und einem Teil der zweiten Etage in der Madison Avenue 240, zwischen der 37. und 38. Straße.[18] Zumindest 2003 war an einer alten Hausseitenwand noch der verblasste Firmenschriftzug der Kürschner zu erkennen. Jacob Freystadt (* ca. 1822; gest. 8. April 1892) war aus Preußen immigriert, in der Volkszählung von 1880 wurde die Familie in der 209 East 112. Street aufgeführt. Die Söhne waren Edward A. Freystadt (1853–1921) und William H. Freystadt (1857–1927). Mitte der 1850er Jahre gründete Jacob Freystadt dann seinen Kürschnerbetrieb. Im Lauf seines Bestehens eröffnete das Unternehmen einige weitere Zweigstellen in der Stadt.[19]